# 紹姆堡鎮區 (伊利諾伊州庫克縣)
紹姆堡鎮區（英語：Schaumburg Township）是位於美國伊利諾伊州庫克縣的一個行政鎮區。

## 地方資料
根據2010年美國人口普查的數據，紹姆堡鎮區的面積為80.18平方千米，當中陸地面積為79.60平方千米，而水域面積為0.58平方千米。當地共有人口15376人，而人口密度為每平方千米191.77人。